# Вяземський район (Смоленська область)
Вя́земський райо́н (рос. Вяземский район) — адміністративна одиниця Смоленської області Російської Федерації.
Адміністративний центр — місто Вязьма.

## Географія
Район межує: на півночі з Новодугинським, на північному сході з Гагарінським, на сході з Тьомкинським, на півдні з Угранським, на північному заході з Дорогобузьким, на заході із Сафоновським, на північному заході із Холм-Жирковським районами Смоленської області.
Площа району — 3 338 км².

## Адміністративний поділ
До складу району входять одне міське та 22 сільських поселень:
| Муніципальне утворення                  | Чисельність населення, ос. | Площа, км² | Адміністративний центр |
| --------------------------------------- | -------------------------- | ---------- | ---------------------- |
| Вяземське міське поселення              | 55,90 тис.                 | 50,1       | місто Вязьма           |
| Андрейковське сільське поселення        | 1,59 тис.                  | 87,53      | село Андрейково        |
| Вязьма-Брянське сільське поселення      | 5,01 тис.                  | 9,61       | село Вязьма-Брянська   |
| Єрмолінське сільське поселення          | 0,85 тис.                  | 176,67     | село Успенське         |
| Єфремовське сільське поселення          | 0,44 тис.                  | 100,87     | село Єфремово          |
| Заводське сільське поселення            | 0,51 тис.                  | 358,11     | село Хватов-Завод      |
| Ісаковське сільське поселення           | 0,74 тис.                  | 126,7      | село Ісаково           |
| Кайдаковське сільське поселення         | 1,78 тис.                  | 143,03     | село Кайдаково         |
| Калпітське сільське поселення           | 0,17 тис.                  | 170,74     | село Мала Калпіта      |
| Каснянське сільське поселення           | 0,73 тис.                  | 139,1      | село Касня             |
| Масловське сільське поселення           | 0,42 тис.                  | 160,4      | село Богородицьке      |
| Мещорське сільське поселення            | 0,45 тис.                  | 108,63     | село Дмитровка         |
| Новосельське сільське поселення         | 1,94 тис.                  | 145,92     | село Нове Село         |
| Относовське сільське поселення          | 1,54 тис.                  | 236,2      | село Относово          |
| Поляновське сільське поселення          | 1,08 тис.                  | 178,6      | село Поляново          |
| Російське сільське поселення            | 0,93 тис.                  | 145,74     | село Семльово          |
| Семльовське сільське поселення          | 1,01 тис.                  | 144,67     | станція Семльово       |
| Степаніковське сільське поселення       | 1,32 тис.                  | 188,21     | село Новий             |
| Тумановське сільське поселення          | 1,84 тис.                  | 165,64     | село Туманово          |
| Хмелітське сільське поселення           | 0,51 тис.                  | 173,33     | село Хмеліта           |
| Царьово-Займищенське сільське поселення | 0,40 тис.                  | 112,37     | село Царьово-Займище   |
| Шуйське сільське поселення              | 0,63 тис.                  | 96,34      | село Шуйське           |
| Юшковське сільське поселення            | 0,44 тис.                  | 121,77     | село Юшково            |

## Пам'ятки
- Музей-садиба російського поета О. С. Грибоєдова у селі Хмеліта.